# Мале-Крувно
Мале-Крувно (пол. Małe Krówno) — село в Польщі, у гміні Осечна Староґардського повіту Поморського воєводства.
Населення — 223 особи (2011).
У 1975-1998 роках село належало до Гданського воєводства.

## Демографія
Демографічна структура станом на 31 березня 2011 року:
|          | Загалом | Допрацездатний вік | Працездатний вік | Постпрацездатний вік |
| -------- | ------- | ------------------ | ---------------- | -------------------- |
| Чоловіки | 129     | 38                 | 78               | 13                   |
| Жінки    | 94      | 16                 | 54               | 24                   |
| Разом    | 223     | 54                 | 132              | 37                   |